# Josef Norbert Rudel
Josef Norbert Rudel (* 26. Oktober 1921 in Czernowitz, Bukowina; † 16. April 2006 in Petach Tikwa, Israel) war ein israelischer Schriftsteller.

## Leben
Nachdem er vier Jahre in Arbeitslagern und im Ghetto verbracht hatte, lebte er in Temeswar und Bukarest, wo er zwischen 1950 und 1972 unter dem Pseudonym RADU NOR 36 Bücher in rumänischer Sprache veröffentlichte. 1972 wanderte er in Israel ein.
Hier betätigte er sich als ständiger Mitarbeiter von Zeitschriften, Zeitungen, Rundfunk, Television und gehörte dem rumänischen Schriftstellerverband an, den er mitbegründet hatte. Weiterhin war er Mitglied des österreichischen (in Wien beheimateten) Autorenvereins.
Im 64. Rundschreiben vom 9. März 1987 wurde er als neues Mitglied des Verbandes deutschsprachiger Schriftsteller in Israel (VdSI) mit der Nummer 64 bekanntgegeben und begrüßt. Nach dem Tod Meir Marcell Faerbers, des Begründers des VdSI, übernahm Rudel die weitere Herausgabe und Chefredaktion der von Faerber ins Leben gerufenen deutschsprachigen Zeitung „Die Stimme“. Nach dem Ableben Margarita Pazis, die als zweite Vorsitzende des VdSI gewirkt hatte, wurde ihm als deren Nachfolger das – zum dritten Mal zu vergebende – Amt des Verbandsvorsitzenden übertragen.
Noch zu seinen Lebzeiten löste sich der Verband im März 2005 (am Tag seines dreißigjährigen Jubiläums) auf.

## Werke in deutscher Sprache
- Süsse Mandeln, bittere Rosinen. 1978.
- Von Czernowitz bis Tel Aviv gab es immer was zum Lachen.  Papyrus-Verlag, Tel Aviv 1994.
- Wir schöpfen Kraft aus Tränen. Hartung-Gorre, Konstanz 1997, ISBN 3-89649-139-3.
- Das waren noch Zeiten. Hartung-Gorre, Konstanz 1997, ISBN 3-89649-138-5.
- Eine Reise in den Himmel.
- Schlagzeile gegen Terror.
- Herbstzeitlose. Deutschsprachige Schriftsteller in Israel. Eine Prosaanthologie. Tel Aviv 2002 (Herausgeber: N.J.Rudel)
- Honigsüß und gallenbitter. Aus dem Leben eines Czernowitzers. Hartung-Gorre, Konstanz 2006, ISBN 3-86628-049-1.